# Tipula chanchanensis
Tipula chanchanensis är en tvåvingeart som beskrevs av Alexander 1969. Tipula chanchanensis ingår i släktet Tipula och familjen storharkrankar. Inga underarter finns listade i Catalogue of Life.